# OKe1
OKe1 – polskie oznaczenie parowozu tendrzaka pruskiej serii T51 (późniejsze oznaczenie BR 7170). W służbie PKP II Rzeczypospolitej znalazło się pięć egzemplarzy tego parowozu.

## Historia
Parowozy pruskiej serii T51 były budowane na przełomie XIX i XX wieku. Wyprodukowano 309 egzemplarzy, głównie z przeznaczeniem do prowadzenia pociągów podmiejskich w berlińskim węźle kolejowym oraz 20 szt. dla Kolei Oldenburgii. W zarządzie DRG zakończyły służbę już około 1930.
Po zakończeniu I wojny światowej na stanie PKP znalazło się 5 sztuk tych parowozów, które uzyskały polskie oznaczenie OKe1 oraz numery inwentarzowe od 1 do 5. Służyły w północno-wschodniej Polsce (Dyrekcja Wileńska oraz Białystok) do prowadzenia pociągów osobowych aż do klęski Polski w kampanii wrześniowej. Najpewniej egzemplarz OKe1-3 zakończył służbę w 1926, OKe1-5 w 1938, a OKe1-1 w 1939.
W czasie II wojny światowej cztery egzemplarze zostały przejęte przez Ludowy Komisariat Transportu (NKPS) ZSRR, a następnie, po inwazji ZSRR przez III Rzeszę w 1941, zostały zdobyte przez siły niemieckie i wcielone do służby w DR jako seria 70 z numerami inwentarzowymi 71 7001 do 71 7004. Służyły w Bezirk Bialystok oraz RBD Koenigsberg głównie do prac przetokowych. Najpewniej zostały zniszczone w czasie działań wojennych lub skasowane tuż po jej zakończeniu ze względu na znaczne zużycie oraz przestarzałą konstrukcję, jak domniemany egzemplarz OKe1-3 zezłomowany w 1946.